# Acanthomastax alata
Acanthomastax alata är en insektsart som först beskrevs av Bruner, L. 1910.  Acanthomastax alata ingår i släktet Acanthomastax och familjen Euschmidtiidae. Inga underarter finns listade i Catalogue of Life.